# Gerade

Darstellung von Geraden im kartesischen Koordinatensystem

Eine gerade Linie oder kurz Gerade ist ein Objekt der Geometrie. Anschaulich handelt es sich um eine gerade, unendlich lange, unendlich dünne und in beide Richtungen unbegrenzte Linie. So definierte bereits Euklid in seinen Elementen (ca. 300 v. Chr.) eine Gerade als eine „Länge ohne Breite“. Moderne axiomatische Theorien der Geometrie nehmen auf diese anschauliche Vorstellung jedoch keinen Bezug. Für sie ist eine Gerade ein Objekt ohne innere Eigenschaften, lediglich die Beziehungen zu anderen Geraden, Punkten und Ebenen sind von Bedeutung. In der analytischen Geometrie wird eine Gerade als eine Menge von Punkten realisiert. Genauer: In einem affinen Raum ist eine Gerade ein eindimensionaler affiner Unterraum.
Während Otto Hesse in seinem Buch Analytische Geometrie der geraden Linie, ... (1873)  ausschließlich gerade Linie verwendet, sind in dem Buch Vorlesungen über Höhere Geometrie (1926) von Felix Klein die beiden Bezeichnungen gerade Linie und Gerade zu finden. In der neueren Literatur (z. B. dtv-Atlas zur Mathematik) ist ausschließlich von Geraden die Rede.

## Synthetische Geometrie
Eine anschauliche Vorstellung einer Geraden spielt für Sätze und ihre Beweise keine Rolle. Moderne Axiomensysteme verzichten daher darauf, das „Wesen“ einer Geraden zu erklären und definieren sie allein durch ihre Beziehung zu anderen geometrischen Objekten bzw. durch ihre Eigenschaften. Ein Beispiel ist das erste Axiom aus Hilberts Axiomensystem:
Zwei voneinander verschiedene Punkte {\displaystyle P} und {\displaystyle Q} bestimmen stets eine Gerade {\displaystyle g}.
Die Bedeutung des Begriffs Gerade ergibt sich aus der Gesamtheit der Axiome. Eine Interpretation als eine unendlich lange, unendlich dünne Linie ist nicht zwingend, sondern nur eine Anregung, was man sich anschaulich darunter vorstellen könnte.
In der projektiven Ebene sind die Begriffe Punkt und Gerade sogar vollständig austauschbar (Dualität). Damit ist es hier möglich, sich eine Gerade als unendlich klein und einen Punkt als unendlich lang und unendlich dünn vorzustellen.

## Analytische Geometrie

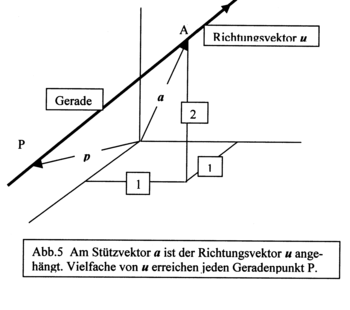
Veranschaulichung des Stütz- und Richtungsvektors

In der analytischen Geometrie wird der geometrische Raum als {\displaystyle n}-dimensionaler Vektorraum über den reellen Zahlen dargestellt. Eine Gerade wird dabei als eindimensionaler affiner Unterraum dieses Vektorraums definiert, d. h. als Nebenklasse eines eindimensionalen linearen Unterraumes.
In drei Dimensionen erfüllt der Geradenbegriff der analytischen Geometrie alle Bedingungen, die Hilbert in seinem Axiomensystem der Geometrie voraussetzt. In diesem Fall ist eine Gerade somit auch eine Gerade im Sinne Hilberts.
Man benötigt lediglich die Lage zweier Punkte, um eine Gerade zu beschreiben. Einer der Punkte dient dabei als „Stütze“ der Geraden, auf ihm „liegt“ sie sozusagen auf – dieser Punkt heißt daher Aufpunkt oder Stützpunkt der Geraden. Mit dem zweiten Punkt erhält man die Richtung der Geraden. Die Richtung wird dabei durch den Vektor vom Aufpunkt zum „Richtungspunkt“ angegeben.
Die Gerade {\displaystyle g} durch die Punkte {\displaystyle P} und {\displaystyle Q} enthält genau die Punkte {\displaystyle X}, deren Ortsvektor {\displaystyle {\vec {x}}} eine Darstellung
{\displaystyle {\vec {x}}={\overrightarrow {OP}}+t\,{\overrightarrow {PQ}}} mit {\displaystyle t\in \mathbb {R} }
besitzt,
also
{\displaystyle g=\{X\mid {\overrightarrow {OX}}={\overrightarrow {OP}}+t\,{\overrightarrow {PQ}};t\in \mathbb {R} \}.}
Hierbei ist {\displaystyle {\overrightarrow {OP}}} der Stützvektor, das heißt der Ortsvektor des Stützpunkts {\displaystyle P} und {\displaystyle {\overrightarrow {PQ}}} der Richtungsvektor.
Die affine Hülle von zwei verschiedenen Vektoren {\displaystyle {\vec {v}}} und {\displaystyle {\vec {w}}}
{\displaystyle \{\lambda {\vec {v}}+\mu {\vec {w}}\mid \lambda ,\mu \in \mathbb {R} ,\lambda +\mu =1\}}
ist ebenfalls eine Gerade.
Auch der Lösungsraum eines (inhomogenen) linearen Gleichungssystems mit {\displaystyle n-1} linear unabhängigen Gleichungen ist ein affiner Unterraum der Dimension eins und somit eine Gerade. In zwei Dimensionen kann eine Gerade folglich durch eine Geradengleichung
{\displaystyle \alpha x+\beta y=\gamma }
angegeben werden, wobei {\displaystyle \alpha ,\beta ,\gamma \in \mathbb {R} } und {\displaystyle \alpha } oder {\displaystyle \beta } ungleich Null sein muss. Ist {\displaystyle \beta } ungleich 0, so spricht man von einer linearen Funktion {\displaystyle y=f(x)}.

## Kürzester Weg
Im reellen euklidischen Raum liegt der kürzeste Weg zwischen zwei Punkten auf einer Geraden. Verallgemeinert man diese Eigenschaft der Geraden auf gekrümmten Räumen (Mannigfaltigkeiten), so gelangt man zum Begriff der geodätischen Linie, kurz Geodäte.

## Gleichung einer Geraden in der Ebene
Die Gleichung einer Geraden in der Ebene kann man auf drei verschiedenen Weisen bestimmen:
Punkt-Richtung-Gleichung:
- Gegeben sind ein Punkt {\displaystyle P_{0}(x_{0}|y_{0})} und der Neigungswinkel (Anstiegswinkel) {\displaystyle \alpha }.
 {\displaystyle y=y_{0}+\tan(\alpha )\cdot (x-x_{0})}
- Gegeben sind ein Punkt {\displaystyle P_{0}(x_{0}|y_{0})} und die Steigung (der Anstieg) {\displaystyle m}.
 {\displaystyle y=y_{0}+m\cdot (x-x_{0})}

Zwei-Punkte-Gleichung:
- Gegeben sind zwei Punkte {\displaystyle P_{1}(x_{1}|y_{1})} und {\displaystyle P_{2}(x_{2}|y_{2})} mit {\displaystyle x_{1}\neq x_{2}}.
 {\displaystyle y=y_{1}+{\frac {y_{2}-y_{1}}{x_{2}-x_{1}}}\cdot (x-x_{1})}

oder
{\displaystyle y=y_{1}{\frac {x-x_{2}}{x_{1}-x_{2}}}+y_{2}{\frac {x-x_{1}}{x_{2}-x_{1}}}}

## Gleichung einer Geraden im Raum ℝⁿ

### Punkt-Richtungs-Gleichung
Für jedes Paar {\displaystyle ({\vec {p}},{\vec {r}})} aus einem Ortsvektor (d. h. Punkt) {\displaystyle {\vec {p}}\in \mathbb {R} ^{n}} und einem Richtungsvektor {\displaystyle {\vec {r}}\in \mathbb {R} ^{n}\setminus \{0\}} existiert eine Gerade {\displaystyle g}, die {\displaystyle {\vec {p}}} enthält und in Richtung {\displaystyle {\vec {r}}} verläuft, nämlich
{\displaystyle g=\{{\vec {p}}+\lambda {\vec {r}}\mid \lambda \in \mathbb {R} \}}.

### Zwei-Punkte-Gleichung
Gegeben seien zwei Ortsvektoren (d. h. Punkte) {\displaystyle {\vec {p}}_{1},{\vec {p}}_{2}\in \mathbb {R} ^{n}} mit {\displaystyle {\vec {p}}_{1}\neq {\vec {p}}_{2}}. Dann existiert eine eindeutig bestimmte Gerade {\displaystyle g}, die {\displaystyle {\vec {p}}_{1}} und {\displaystyle {\vec {p}}_{2}} enthält, nämlich
{\displaystyle g=\{{\vec {p}}_{1}+\lambda ({\vec {p}}_{2}-{\vec {p}}_{1})\mid \lambda \in \mathbb {R} \}=\{(1-\lambda ){\vec {p}}_{1}+\lambda {\vec {p}}_{2}\mid \lambda \in \mathbb {R} \}}.

## Lage zweier Geraden zueinander

Lagebeziehungen zweier Geraden (rot und dunkelblau) im Raum
echt parallel (links) und gleich (rechts)
schneidend (im schwarzen Punkt)
windschief

Zwei Geraden können folgende Lagebeziehungen zueinander haben. Sie können:
- Gleich sein: Beide Geraden haben alle Punkte gemeinsam.
- Einen Schnittpunkt besitzen: Beide Geraden haben genau einen Punkt gemeinsam (speziell: senkrecht zueinander).
- Zueinander echt parallel sein: Beide Geraden haben keinen Punkt gemeinsam und lassen sich durch eine Verschiebung ineinander überführen.
- Zueinander windschief sein: Beide Geraden haben keinen Punkt gemeinsam, aber lassen sich nicht durch eine Verschiebung allein ineinander überführen (ab mindestens drei Dimensionen).

Im Sinne der Theorie der Relationen spricht man auch von Parallelität, wenn beide Geraden identisch sind, insbesondere ist jede Gerade zu sich selbst parallel. Zur Präzisierung unterscheidet man dann zwischen echt parallel und identisch.

## Schnittpunkt in der Ebene
Häufig wird der Schnittpunkt zweier Geraden gesucht, die in Normalform, allgemeiner Koordinatenform oder Parameterform vorliegen. Sind die Geraden in anderer Form gegeben, so bringt man sie zunächst in eine dieser Formen und wendet dann die im Folgenden beschriebenen Lösungsverfahren an.

### Geraden in Normalform
Zwei (nicht senkrechte) Geraden in Normalform
{\displaystyle y_{1}=m_{1}x+b_{1},\quad y_{2}=m_{2}x+b_{2}}.
haben genau dann einen Schnittpunkt {\displaystyle S(x_{s},y_{s})}, wenn {\displaystyle m_{1}\neq m_{2}}. Die {\displaystyle x}-Koordinate des Schnittpunkts erhält man dann durch Gleichsetzen der beiden Geradengleichungen und Auflösen nach {\displaystyle x}. Einsetzen von {\displaystyle x_{s}} in eine der beiden Ausgangsgleichungen liefert die zugehörige {\displaystyle y}-Koordinate des Schnittpunkts.

### Geraden in allgemeiner Form
Sind die beiden Geraden in allgemeiner Koordinatenform gegeben,
{\displaystyle a_{1}x+b_{1}y=c_{1},\quad a_{2}x+b_{2}y=c_{2}},
so führt die Bestimmung der Koordinaten des Schnittpunkts auf das lineare 2×2-Gleichungssystem
{\displaystyle {\begin{aligned}a_{1}x+b_{1}y=c_{1}\\a_{2}x+b_{2}y=c_{2}\end{aligned}}}
Falls {\displaystyle a_{1}b_{2}-a_{2}b_{1}\neq 0}, so verlaufen die Geraden nicht parallel und das System hat eine eindeutige Lösung.

### Geraden in Parameterform
Sind die beiden Geraden in Parameterform gegeben,
{\displaystyle g\colon \ {\vec {x}}={\vec {p}}+r{\vec {u}},\quad h\colon \ {\vec {x}}={\vec {q}}+t{\vec {v}}},
so führt Gleichsetzen zur vektoriellen Schnittpunktgleichung
{\displaystyle {\vec {p}}+r{\vec {u}}={\vec {q}}+t{\vec {v}}\quad }bzw. {\displaystyle \quad r{\vec {u}}-t{\vec {v}}={\vec {q}}-{\vec {p}}}.
Legt man ein rechtwinkliges Koordinatensystem zugrunde und stellt die Vektoren mithilfe ihrer Komponenten dar, so ist die Schnittpunktgleichung äquivalent zum linearen 2×2-Gleichungssystem
{\displaystyle {\begin{matrix}ru_{1}-tv_{1}=q_{1}-p_{1}\\ru_{2}-tv_{2}=q_{2}-p_{2}\end{matrix}}}
in den Unbekannten {\displaystyle r} und {\displaystyle t}. Schneiden sich die beiden Geraden, so hat das Gleichungssystem eine eindeutige Lösung {\displaystyle (r_{s},t_{s})}. Einsetzen von {\displaystyle r_{s}} bzw. {\displaystyle t_{s}} in die Geradengleichung für {\displaystyle g} bzw. {\displaystyle h} liefert die Koordinaten {\displaystyle (x_{s},y_{s})} des Schnittpunkts.

## Winkel in der Ebene

### Neigungswinkel einer Gerade
Ist eine Gerade in der Ebene mit {\displaystyle ax+by=c} in Koordinatenform gegeben, dann gilt für den Neigungswinkel {\displaystyle \alpha } dieser Geraden:
{\displaystyle \tan \alpha =-{\frac {a}{b}}}
Das folgt aus der Definition des Tangens. Anwenden der Umkehrfunktion des Tangens (Arkustangens) auf beiden Seiten der Gleichung ergibt
{\displaystyle \alpha =\arctan \left(-{\frac {a}{b}}\right)}
Für den Spezialfall {\displaystyle b=0} verläuft die Gerade senkrecht und diese Gleichungen sind nicht definiert. Die Funktion {\displaystyle \tan \alpha } (Tangens) hat Polstellen bei {\displaystyle \alpha =90^{\circ }} und {\displaystyle \alpha =-90^{\circ }}.

### Schnittwinkel zwischen zwei Geraden
Sind die zwei sich schneidenden Geraden {\displaystyle g_{1}=\{{\vec {p}}_{1}+\lambda {\vec {r}}_{1}\mid \lambda \in \mathbb {R} \}} und {\displaystyle g_{2}=\{{\vec {p}}_{2}+\lambda {\vec {r}}_{2}\mid \lambda \in \mathbb {R} \}} mit den Ortsvektoren {\displaystyle {\vec {p}}_{1}} und {\displaystyle {\vec {p}}_{2}} und den linear unabhängigen Richtungsvektoren {\displaystyle {\vec {r}}_{1}} und {\displaystyle {\vec {r}}_{2}} gegeben, dann ist der Schnittwinkel {\displaystyle \theta } zwischen diesen Geraden der Winkel zwischen den Richtungsvektoren:
{\displaystyle \theta =\arccos {\frac {{\vec {r}}_{1}\cdot {\vec {r}}_{2}}{|{\vec {r}}_{1}||{\vec {r}}_{2}|}}}
Die Geraden sind orthogonal zueinander, wenn der Schnittwinkel ein rechter Winkel ist, also {\displaystyle \theta =90^{\circ }}. Das ist genau dann der Fall, wenn das Skalarprodukt der Richtungsvektoren gleich 0 ist, also {\displaystyle {\vec {r}}_{1}\cdot {\vec {r}}_{2}=0}.
Sind zwei Geraden in der Ebene mit {\displaystyle a_{1}x+b_{1}y=c_{1}} und {\displaystyle a_{2}x+b_{2}y=c_{2}} in Koordinatenform gegeben, dann ist der Schnittwinkel {\displaystyle \theta } die Differenz der Neigungswinkel {\displaystyle \alpha _{1}} und {\displaystyle \alpha _{2}} der Geraden:
{\displaystyle \theta =\alpha _{1}-\alpha _{2}}
Anwenden des Additionstheorems für den Tangens ergibt
{\displaystyle \tan \theta =\tan(\alpha _{1}-\alpha _{2})={\frac {\tan \alpha _{1}-\tan \alpha _{2}}{1+\tan \alpha _{1}\tan \alpha _{2}}}}
Wegen {\displaystyle \tan \alpha _{1}={\tfrac {a_{1}}{b_{1}}}} und {\displaystyle \tan \alpha _{2}={\tfrac {a_{2}}{b_{2}}}} folgt daraus
{\displaystyle {\frac {\tan \alpha _{1}-\tan \alpha _{2}}{1+\tan \alpha _{1}\tan \alpha _{2}}}={\frac {{\frac {a_{1}}{b_{1}}}-{\frac {a_{2}}{b_{2}}}}{1+{\frac {a_{1}a_{2}}{b_{1}b_{2}}}}}={\frac {a_{1}b_{2}-a_{2}b_{1}}{a_{1}a_{2}+b_{1}b_{2}}}}
Insgesamt ergibt sich
{\displaystyle \tan \theta ={\frac {a_{1}b_{2}-a_{2}b_{1}}{a_{1}a_{2}+b_{1}b_{2}}}}
Anwenden der Umkehrfunktion des Tangens (Arkustangens) auf beiden Seiten der Gleichung ergibt
{\displaystyle \theta =\arctan {\frac {a_{1}b_{2}-a_{2}b_{1}}{a_{1}a_{2}+b_{1}b_{2}}}}
Die Geraden sind genau dann orthogonal zueinander, wenn der Nenner gleich 0 ist, also {\displaystyle a_{1}a_{2}+b_{1}b_{2}=0}. Für diese Spezialfälle, nämlich für {\displaystyle \theta =90^{\circ }} und {\displaystyle \theta =-90^{\circ }}, sind die genannten Gleichungen nicht definiert. Die Funktion {\displaystyle \tan \theta } (Tangens) hat Polstellen bei {\displaystyle \theta =90^{\circ }} und {\displaystyle \theta =-90^{\circ }}.

## Abstand in der Ebene

### Abstand zwischen Punkt und Gerade
Der Abstand zwischen einem Punkt {\displaystyle (x_{0},y_{0})} und einer Geraden {\displaystyle ax+by+c=0} beträgt
{\displaystyle {\frac {|ax_{0}+by_{0}+c|}{\sqrt {a^{2}+b^{2}}}}}.
Der Punkt auf der Geraden, der {\displaystyle (x_{0},y_{0})} am nächsten liegt, hat die Koordinaten
{\displaystyle \left(x={\frac {b(bx_{0}-ay_{0})-ac}{a^{2}+b^{2}}},y={\frac {a(-bx_{0}+ay_{0})-bc}{a^{2}+b^{2}}}\right)}
Wenn die Gerade durch die Punkte {\displaystyle (x_{1},y_{1})} und {\displaystyle (x_{2},y_{2})} verläuft, ist
{\displaystyle a=y_{2}-y_{1}}
{\displaystyle b=x_{1}-x_{2}}
{\displaystyle c=x_{2}y_{1}-x_{1}y_{2}}
Diese Werte können in die Formeln eingesetzt werden.

## Abstand im dreidimensionalen Raum

### Abstand zwischen Punkt und Gerade
Der Abstand zwischen dem Punkt {\displaystyle {\vec {p}}_{0}=(x_{0},y_{0},z_{0})} und der Geraden, die durch die Punkte {\displaystyle {\vec {p}}_{1}=(x_{1},y_{1},z_{1})} und {\displaystyle {\vec {p}}_{2}=(x_{2},y_{2},z_{2})} verläuft, beträgt:
{\displaystyle {\frac {\left|({\vec {p}}_{2}-{\vec {p}}_{1})\times ({\vec {p}}_{1}-{\vec {p}}_{0})\right|}{\left|{\vec {p}}_{2}-{\vec {p}}_{1}\right|}}={\frac {\left|({\vec {p}}_{0}-{\vec {p}}_{1})\times ({\vec {p}}_{0}-{\vec {p}}_{2})\right|}{\left|{\vec {p}}_{2}-{\vec {p}}_{1}\right|}}}

### Abstand zwischen zwei Geraden
Zwei Geraden, wobei die eine durch die Punkte {\displaystyle {\vec {p}}_{1}=(x_{1},y_{1},z_{1})} und {\displaystyle {\vec {p}}_{2}=(x_{2},y_{2},z_{2})} und die andere durch die Punkte {\displaystyle {\vec {p}}_{3}=(x_{3},y_{3},z_{3})} und {\displaystyle {\vec {p}}_{4}=(x_{4},y_{4},z_{4})} verläuft, haben folgenden Abstand:
{\displaystyle {\frac {\left|({\vec {p}}_{3}-{\vec {p}}_{1})\cdot (({\vec {p}}_{2}-{\vec {p}}_{1})\times ({\vec {p}}_{4}-{\vec {p}}_{3}))\right|}{\left|({\vec {p}}_{2}-{\vec {p}}_{1})\times ({\vec {p}}_{4}-{\vec {p}}_{3})\right|}}}

## Die Gerade in Technik und Vermessungskunde
In technischen Fachgebieten ist die Gerade das wichtigste Element für Konstruktionen, zur Trassierung, zur Ortsbestimmung und zur Einmessung von Koordinaten:
- in Form zweier Schenkel bei der Winkelmessung,
- zur Messung von Richtungen (genordet oder relativ)
- für die Entfernungsmessung
- für Alignements und zur Absteckung von Linien.

Bei Messungen wird sie durch die Zielachse eines Messfernrohrs oder einen Laser repräsentiert, im Bauwesen etwa durch ein Schnurgerüst.